# Среднегреческий язык
Среднегре́ческий язы́к (греч. μεσαιωνική Ελληνική (γλῶσσα), ср.-греч. Ῥωμαϊκὴ γλῶσσα — букв. римский язык), также византийский греческий язык, византийский язык — язык греческого и эллинизированного населения средневековых государств Восточного Средиземноморья, официальный и разговорный язык Восточной Римской (Византийской) империи, в особенности её столицы — Константинополя; переходный этап между древнегреческим языком античности и современным новогреческим языком Греции и Кипра.

## Хронология
Хронологически среднегреческий этап охватывает практически всё средневековье от окончательного разделения Римской империи до падения Константинополя в 1453 году. В истории византийского языка выделяют следующие периоды:
предыстория — до VI века;
1) от VII до X столетия;
2) от XI до падения Константинополя.

### Поздняя античность и раннее средневековье
Благодаря интенсивной древнегреческой колонизации, поддерживавшей экономико-социальные связи между греческими городами Средиземноморья и Причерноморья, во времена ранней античности наблюдается относительное единство письменной и устной речи греков. По мере распространения древнегреческой письменности, и развития литературного языка, устанавливаются его литературные нормы, письменный язык постепенно кристаллизуется и теряет гибкость и живость, характерную для разговорной речи. Схожие процессы наблюдались и на Западе империи, где классическая письменная латынь постепенно оторвалась от вульгарного языка провинций (см. народная латынь).

### Первый (ранневизантийский) период
В первый период византинизма народный, оживлённый и упрощённый в домашнем обиходе язык заявляет притязание вступить в борьбу с литературным, тогда ещё не сильно от него отличающимся. Значительное влияние на формирование языка оказало православие. Именно в это время наблюдается небывалый всплеск развития богословской литературы и церковной гимнографии. К этому периоду относятся значительные и более или менее удачные попытки сближения между литературным и разговорным языком, выражающиеся в заимствовании писателями из народного языка форм слов и выражений. Такие попытки наблюдаются в хрониках Малалы и Феофана и в некоторых житиях.
Официальным языком Византии вплоть до VII века была латынь, в лексике и морфологии ощущается сильное латинское влияние.

### Второй (поздневизантийский) период
Нежелание терять связи с античностью в борьбе за сохранение римского наследия приводит к тому, что литературный пуризм эпохи Комнинов постепенно подавляет разговорный язык. Литераторы второго периода и вообще образованное меньшинство относились к народному языку с аристократическим пренебрежением, как к грубому и низкому, неспособному выражать возвышенные идеи и художественные образы. Писатели эпохи Комнинов и Палеологов, тщательно избегая народных выражений, отдалили литературный язык от живого до такой степени, что в XII и последующих веках первый, став предметом школьного обучения и литературной моды, с трудом уже был понимаем необразованным большинством. Ситуация с разрывом между литературно-письменным и устным языком постепенно усугубляется и нарастающим присутствием других языков, разделившим некогда единое греческое языковое пространство с центром на несколько изолированных ареалов. Так, выделяется цаконский язык, обособляется понтийский язык, в центральных регионах Малой Азии (Каппадокия) при сильном тюркском влиянии после 1071 года (битва при Манцикерте) формируется каппадокийский греческий язык.
В условиях почти поголовной безграмотности, непонятности и труднодоступности образования на архаичном литературном языке, разбавления этнического состава империи за счёт миграций славян на Балканы и постоянной иностранной интервенции после 1204 года, многие греческие крестьяне лучше владеют иностранными языками, чем собственным литературным языком. В поздневизантийский период роли лингва-франка побережья исполняют французский язык и итальянский язык. В горных регионах используются также албанский язык, многие южнославянские языки и диалекты, арумынский язык, и даже цыганский язык. В результате постоянного межнационального общения в греческом языке в византийский период вырабатывается ряд черт общих с другими балканскими языками (Балканский языковой союз). После захвата турками Адрианополя (Эдирне) в 1365 году, византийские наречия подвергаются всё большему влиянию турецкого языка; многие греки (Малая Азия, Фракия, Македония) окончательно переходят на турецкий язык и принимают ислам.
В поздневизантийский период народный язык, изгнанный из литературного обращения, предоставлен был естественному развитию в народном употреблении и сохранялся в немногих памятниках народной словесности. О том, как велика была разница между искусственно поддерживаемым чистым литературным языком и употребительным в народе, можно судить по многочисленным версиям или переложениям на общепонятный язык известнейших исторических писателей.

## Закономерности развития среднегреческого языка
Хронологическое и генетическое развитие византийского языка из древнегреческого и постепенный переход его в нынешний новогреческий язык отличны, например, от истории латинского языка. Последний, после формирования романских языков (старофранцузского и др.), перестал быть живым и развивающимся организмом. Греческий же в основном сохраняет единство и постепенность развития до новейшего времени, хотя детальный анализ ряда показывает, что это единство во многом мнимое.
В византийском языке обнаруживаются тенденции к дивергентному развитию. Характерная черта византийского периода — разрыв между литературно-письменным и разговорным языком, развитая диглоссия: владение и литературным языком (среди высших слоёв), и разговорными диалектами. Конец этому процессу был положен только в новогреческий период (в XX веке) после греко-турецкого обмена населением и постепенного отуречивания носителей языка за пределами независимой Греции.
Организующим началом в развитии новообразований (неологизмов) греческого языка были народные говоры и провинциализмы, а также индивидуальные черты писателей. Влияние народных говоров (просторечие), выразившееся в различиях произношения звуков, в строе предложений (синтаксис), в разложении грамматических форм и в образовании новых слов по закону аналогии, обнаруживается ещё в дохристианскую эпоху.
Сами греки, сознавая различие между литературным и употребительным в обыкновенном разговоре и в народном обращении языком, называли этот последний γλῶσσα δημώδης, ἁπλῆ καθωμιλημένη (глосса димодис), наконец, ῥωμαϊκή (ромайка) в противоположность первому — καθαρεύουσα, κοινὴ διάλεκτος (кафаревуса — буквально «очищенный», койне). Более ранние следы грамматических и лексических особенностей наблюдаются ещё на египетских папирусах и в надписях. В христианскую эпоху литературный и народный язык разобщаются ещё дальше и глубже, так как особенности народного языка нашли себе применение в Священном Писании и в церковной практике, то есть в песнопениях и поучениях. Можно было бы ожидать, что народный язык, значительно удалившийся уже от литературного, найдёт себе постепенное применение в разных родах словесности и обогатит её новыми формами и словообразованиями. Но в действительности, по причине крайнего пуризма, сближение двух форм произошло только в конце XX века.
Также падение Константинополя является довольно условной датой, так как процесс «балканизации» европейского греческого языка и тюркизации его фракийских и малоазиатских диалектов начался задолго до этого и продолжался вплоть до начала XX века. После восстановления независимости в 1828—1830-х годах Греция унаследовала византийскую лингвистическую систему в ещё более утрированном варианте: димотика — разговорный язык продолжал противостоять кафаревусе (письменно-литературному языку) до реформы 1976 года, когда эти два варианта были сближены, с преобладанием димотики.